# Olha Nyschnyk
Olha Mykolajiwna Nyschnyk (ukrainisch Ольга Миколаївна Нижник, englisch Olha Nyzhnyk; * 2. Dezember 1990 in der Oblast Tschernihiw, Ukrainische SSR, Sowjetunion als Olha Skrypak ukrainisch Скрипак) ist eine ukrainische Leichtathletin, die sich auf den Langstreckenlauf spezialisiert hat. Ihren größten Erfolg feierte sie mit dem Gewinn der Bronzemedaille über 10.000 Meter bei den Europameisterschaften 2012 in Helsinki.

## Karriere
Olha Skrypak nahm bei den Leichtathletik-Jugendweltmeisterschaften 2007 im tschechischen Ostrava erstmals an einem bedeutenderen internationalen Wettbewerb teil, bei dem sie über die 3000 m mit 9:34,31 min Achte wurde.
Ein Jahr später ging Skrypak bei den Leichtathletik-Juniorenweltmeisterschaften im polnischen Bydgoszcz erneut an den Start, wo sie sich zunächst im 5000-m-Lauf mit 16:36,46 min auf dem sechsten, kurz darauf im 3000-m-Lauf mit 9:31,89 min auf dem vierzehnten Rang positionierte.
2009 beendete Skrypak den 5000-m-Lauf der Leichtathletik-Junioreneuropameisterschaften in Novi Sad, Serbien, mit 16:46,81 min auf dem fünften Platz.
Nach einem Jahr auf ausschließlich nationaler Ebene, gingen die Leichtathletik-U23-Europameisterschaften 2011 in Ostrava für Skrypak mit 16:05,65 min im 5000-m-Lauf als Vierte zu Ende. Gute zwei Wochen später durfte sich Skrypak bei den Ukrainischen Meisterschaften in Donezk über dieselbe Distanz mit 16:03,96 min als Siegerin feiern lassen.
Bei den Leichtathletik-Europameisterschaften 2012 in der finnischen Hauptstadt Helsinki konnte Skrypak ihren bis dahin wohl größten Erfolg verzeichnen, als ihr im 10.000-m-Lauf mit 31:51,32 min der Gewinn der Bronzemedaille hinter Dulce Félix aus Portugal (31:44,75 min) und der Britin Joanne Pavey (31:49,03 min) gelang. Skrypaks Teilnahme bei den Olympischen Sommerspielen 2012 in London waren hingegen nicht von Erfolg gekrönt – über die 10.000 m reichten ihr 32:14,59 min nur zu Platz zwanzig.
2013 startete Skrypak bei der Sommer-Universiade im russischen Kasan, wo sie mit 33:55,56 min Sechste im 10.000-m-Lauf und mit 1:15:25 h Zehnte im Halbmarathon wurde.
2015 wurde Skrypak in Tscherkassy Ukrainische Meisterin über die 10.000-m-Laufdistanz, die sie in 33:06,81 min zurücklegte, ehe sie bei den Leichtathletik-Europameisterschaften 2016 in Amsterdam über die 10.000 m mit 33:36,79 min Rang fünfzehn und im Halbmarathon mit 1:13:14 h Rang einundzwanzig belegte.
Seit 2021 ist Olha Skrpak mit dem Langstreckenläufer Mykola Nyschnyk verheiratet und nahm seinen Nachnamen an. Das Paar hat eine gemeinsame Tochter (* 2022). 